# Acragas (genre)
Pour les articles homonymes, voir Acragas.
Genre
Acragas est un genre d'araignées aranéomorphes de la famille des Salticidae.

## Distribution
Les espèces de ce genre se rencontrent en Amérique du Sud, en Amérique centrale et au Mexique.

## Liste des espèces
Selon World Spider Catalog (version 18.0, 03/03/2017) :
- Acragas carinatus Crane, 1943
- Acragas castaneiceps Simon, 1900
- Acragas erythraeus Simon, 1900
- Acragas fallax (Peckham & Peckham, 1896)
- Acragas hieroglyphicus (Peckham & Peckham, 1896)
- Acragas humaitae Bauab & Soares, 1978
- Acragas humilis Simon, 1900
- Acragas leucaspis Simon, 1900
- Acragas longimanus Simon, 1900
- Acragas longipalpus (Peckham & Peckham, 1885)
- Acragas mendax Bauab & Soares, 1978
- Acragas miniaceus Simon, 1900
- Acragas nigromaculatus (Mello-Leitão, 1922)
- Acragas pacatus (Peckham & Peckham, 1896)
- Acragas peckhami (Chickering, 1946)
- Acragas procalvus Simon, 1900
- Acragas quadriguttatus (F. O. Pickard-Cambridge, 1901)
- Acragas rosenbergi Simon, 1901
- Acragas trimaculatus Mello-Leitão, 1917
- Acragas zeteki (Chickering, 1946)

## Publication originale
- Simon, 1900 : Études arachnologiques. 30e Mémoire. XLVII. Descriptions d'espèces nouvelles de la famille des Attidae. Annales de la Société Entomologique de France, vol. 69, p. 27-61 (texte intégral).